# Bruno Tabata
Bruno Vinícius Souza Ramos (Ipatinga, 30 de março de 1997), mais conhecido como Bruno Tabata, é um futebolista brasileiro que atua como meia-direita, meio-campista e ponta. Atualmente joga no Internacional.

## Carreira

### Início
Nascido em Ipatinga, Minas Gerais, Bruno Tabata começou sua carreira nas categorias de base do América Mineiro, depois indo ao Atlético Mineiro. Em outubro de 2015, quando o atleta não aceitou renovar vínculo com o Atlético. O time alvinegro, que podia cobrir o salário apresentado em propostas de outros clubes e ter preferência na renovação com o jogador, descobriu, através do departamento jurídico, que Bruno Tabata estava sendo procurado por clubes do exterior.
Para se precaver de qualquer ação do jogador, o Atlético Mineiro entrou na Justiça e conseguiu uma liminar impedindo que o meia se transferisse para outras equipes, tanto no Brasil, quanto no exterior. A justificativa, na época, foi que o atleta não havia aceitado a renovação sem justificativa plausível, e não havia apresentado nenhuma proposta ao clube.
Pouco tempo depois, Bruno Tabata recebeu, oficialmente, proposta do Portimonense, de Portugal, com valores bem acima em relação aos oferecidos pelo Atlético Mineiro, impedindo assim, o clube mineiro de cobrir a oferta salarial. O clube português ofereceu ao atleta cinco anos de contrato, um salário mensal de aproximadamente 80 mil reais, que seria aumentado durante o tempo de vínculo.
Somente em 8 de março de 2020 houve um resultado no tribunal com a vitória parcial do Atlético Mineiro na FIFA contra o Portimonense.

### Portimonense
Em 18 de março de 2016, Tabata conseguiu uma liminar derrubando a primeira decisão judicial, que o impedia de se transferir para outra equipe. O meia foi transferido e apresentado pelo Portimonense no dia 13 de abril. Fez sua estreia profissional em 30 de julho, entrando como substituto em uma derrota em casa para o Santa Clara por 1 a 0, em jogo válido pela Taça da Liga.
Seu primeiro gol aconteceu em 25 de setembro, marcando o gol de empate fora de casa contra o UD Leiria por 2 a 2, cuja equipe da casa venceria sua equipe na disputa por pênaltis por 4 a 3, pela Taça de Portugal.[carece de fontes?]
No total pelo Portimonense, Bruno Tabata atuou em 119 partidas e marcou nove gols.

### Sporting
Em 29 de setembro de 2020, Bruno Tabata foi contratado pelo Sporting, assinando um contrato de cinco temporadas com o clube da capital portuguesa. Estreou pela nova equipe no dia 4 de outubro, entrando como substituto em uma vitória fora de casa por 2 a 0 contra o seu ex-clube, Portimonense, válida pela Primeira Liga.
Marcou seu primeiro gol pelo Sporting no dia 11 de dezembro, em uma vitória em casa por 3 a 0 sobre o Paços de Ferreira, pela Taça da Liga.

### Palmeiras
Em agosto de 2022, Tabata foi contratado pelo Palmeiras, que pagou cinco milhões de euros (26,05 milhões de reais, na época) pela transferência; o jogador assinou um contrato até junho de 2026. Fez sua estreia pelo Palmeiras no dia 13 de agosto de 2022, saindo do banco de reservas, em uma vitória por 1x0 sobre o Corinthians, pelo Brasileirão. Seu primeiro gol saiu em janeiro de 2023, ao fazer, de pênalti, o terceiro gol da vitória palmeirense por 3–1 contra o Ituano, pelo Campeonato Paulista.

### Qatar SC
O Palmeiras acertou, em julho de 2023, a saída por empréstimo de Bruno Tabata que cedido ao Qatar SC. O contrato de empréstimo seria válido por um ano e o time catari teria a possibilidade de exercer o direito de compra ao final do período. Entretanto, o atleta retornou ao clube brasileiro um ano depois, após o clube catari não conseguir adquiri-lo por definitivo devido a um impasse financeiro; pelo clube asiático, realizou 28 partidas, com treze gols e oito assistências.

### Internacional
Em agosto de 2024, o Internacional anunciou a contratação de Tabata, que assinou um contrato válido até 2027; o clube colorado pagou 2,2 milhões de dólares (12,1 milhões de reais, na época) ao alviverde.

## Seleção Nacional
Em 2019, foi convocado pela primeira vez para a Seleção Brasileira Sub-23 para a disputa do Torneio Internacional de Toulon de 2019, mesma competição aonde se sagrou campeão pela equipe brasileira, sendo convocado mais duas vezes para amistosos com a Seleção Sub-23. Sendo chamado mais uma vez para a disputa do Torneio Pré-Olímpico de 2020.

## Estatísticas
- Atualizado até 13 de maio de 2021[25]

| Clube             | Temporada         | Campeonato nacional[a] | Campeonato nacional[a] | Copa nacional[b] | Copa nacional[b] | Competições continentais[c] | Competições continentais[c] | Outras competições[d] | Outras competições[d] | Total | Total |
| Clube             | Temporada         | Jogos                  | Gols                   | Jogos            | Gols             | Jogos                       | Gols                        | Jogos                 | Gols                  | Jogos | Gols  |
| ----------------- | ----------------- | ---------------------- | ---------------------- | ---------------- | ---------------- | --------------------------- | --------------------------- | --------------------- | --------------------- | ----- | ----- |
| Portimonense      | 2016–17           | 32                     | 2                      | 1                | 1                | —                           | —                           | 1                     | 0                     | 34    | 3     |
| Portimonense      | 2017–18           | 19                     | 2                      | 1                | 0                | —                           | —                           | 1                     | 0                     | 21    | 2     |
| Portimonense      | 2018–19           | 31                     | 3                      | 1                | 0                | —                           | —                           | 1                     | 0                     | 33    | 3     |
| Portimonense      | 2019–20           | 26                     | 1                      | 1                | 0                | —                           | —                           | 4                     | 0                     | 31    | 1     |
| Portimonense      | 2020–21           | 0                      | 0                      | 0                | 0                | —                           | —                           | 0                     | 0                     | 0     | 0     |
| Sporting          | 2020–21           | 16                     | 0                      | 3                | 1                | —                           | —                           | 1                     | 1                     | 20    | 2     |
| Total na carreira | Total na carreira | 124                    | 8                      | 7                | 2                | 0                           | 0                           | 8                     | 1                     | 139   | 11    |

- a. ^ Jogos do Campeonato Português (Primeira Liga e Segunda Liga)
- b. ^ Jogos da Taça de Portugal
- c. ^ Jogos da Liga dos Campeões da UEFA e Liga Europa da UEFA
- d. ^ Jogos da Taça da Liga, torneios e amistosos